# Cyttaria johowii
Cyttaria johowii är en svampart som beskrevs av Espinosa 1940. Cyttaria johowii ingår i släktet Cyttaria och familjen Cyttariaceae.   Inga underarter finns listade i Catalogue of Life.